# Something’s Always Wrong
«Something’s Always Wrong» (с англ. — «Что-то всегда не так») — сингл альтернативной рок-группы Toad the Wet Sprocket . Песня включена в их альбом 1994 года Dulcinea. «Something’s Always Wrong» написали Глен Филлипс и Тодд Николс. Хотя песня «Something’s Always Wrong» не так популярна, как «Fall Down», она стала хитом в США и Канаде и помогла альбому Dulcinea стать платиновой.
«Something’s Always Wrong» стал хитом, хоть и не столь большим, как «Fall Down». Сингл занял девятую строчку в чарте Billboard Modern Rock Tracks США. Сингл также занял 41-е место в Billboard Hot 100 и 15-е место в канадском чарте RPM Top Singles. Этот сингл помог Dulcinea Toad the Wet Sprocket войти в первую сорок лучших альбомов Billboard 200. 

## Список композиций
1. «Something’s Always Wrong»
2. «Don’t Go Away (Live)»
3. «Corporal Brown (Live)»

## Чарты
| Чарты (1994)                      | Высшая позиция |
| --------------------------------- | -------------- |
| Канада (RPM Top Singles)          | 15             |
| США (Billboard Hot 100)           | 41             |
| США (Billboard Alternative Songs) | 9              |
| США (Billboard Mainstream Rock)   | 22             |
| США (Billboard Mainstream Top 40) | 14             |

## В культуре
Песня была использована в фильмах «Страх» и «Вторники с Морри», а также в сериалах «Клиника» и «Детектив Раш».